# Куріграм (зіла)
Куріграм (бенг. কুড়িগ্রাম) — округ Бангладеш у відділі Рангпур. Район розташований на півночі Бангладеш уздовж кордону країни з Індією. Під індійським правлінням територія була організована як махакума і не була створена як округ до 1984 року.

## Історія
Історично цей регіон розглядався як частина Гаурабардхана (сьогодні Махастхангарх) або Камрупу (сьогодні Ассам). Коли королівство Камруп було розділене на багато невеликих королівств, північна половина території Куріграма контролювалася новою державою Куч Бехар, а південна половина стала частиною королівства Уарі.
На початку 12 століття династія Кхен з'явилася як влада в області Куріграма на чолі з такими королями, як Чакрадхвадж і Ніламбор. Столиця цієї нової династії була розташована в Чатрі, яка сьогодні знаходиться в Уліпур упазіла. У 1418 році Хосен-шах, султан Гуро, напав на Ніламбар і розбив його. Ніламбар був убитий у битві, і територія потрапила під контроль мусульман, зрештою ставши частиною імперії Великих Моголів.
Коли британський режим взяв контроль над Індією, Харе Рам і Дебі Сінг, брокер Ост-Індської компанії, були призначені відповідальними за територію як девани (контролери). У 1770 році погане управління Ост-Індською компанією спричинило Великий Бенгальський голод, що призвело до численних повстань під проводом місцевого жителя Куріграміса. У той час Куріграм не був однією адміністративною одиницею, а був розділений на округи Боробарі, Уліпур, Чімарі та Нагешварі.
22 квітня 1875 року британський уряд заснував Куріграма Махакума під назвою «Kuriganj». Він складався з восьми тан, які називалися Куріграм, Лалмонірхат, Уліпур, Чілмарі, Румарі, Нагешвар, Бхурунгамарі та Пулбарі. Він був створений як район 1 лютого 1984 року і сьогодні складається з дев'яти упазіл.

## Географія
Район Куріграм розташований на півночі Бангладеш на кордоні з Індією. Район межує з округом Джамалпур округу Міменсінг на півдні, районами Гайбандха, Рангпур і Лалмонірхат, а також із штатом Західна Бенгалія на заході та індійськими штатами Ассам і Мегхалая на сході. Загалом район має 278,28 кілометрів міжнародного кордону з Індією. Район складається з 9 упазіл, 72 спілок і 1872 сіл.

## Підрозділ

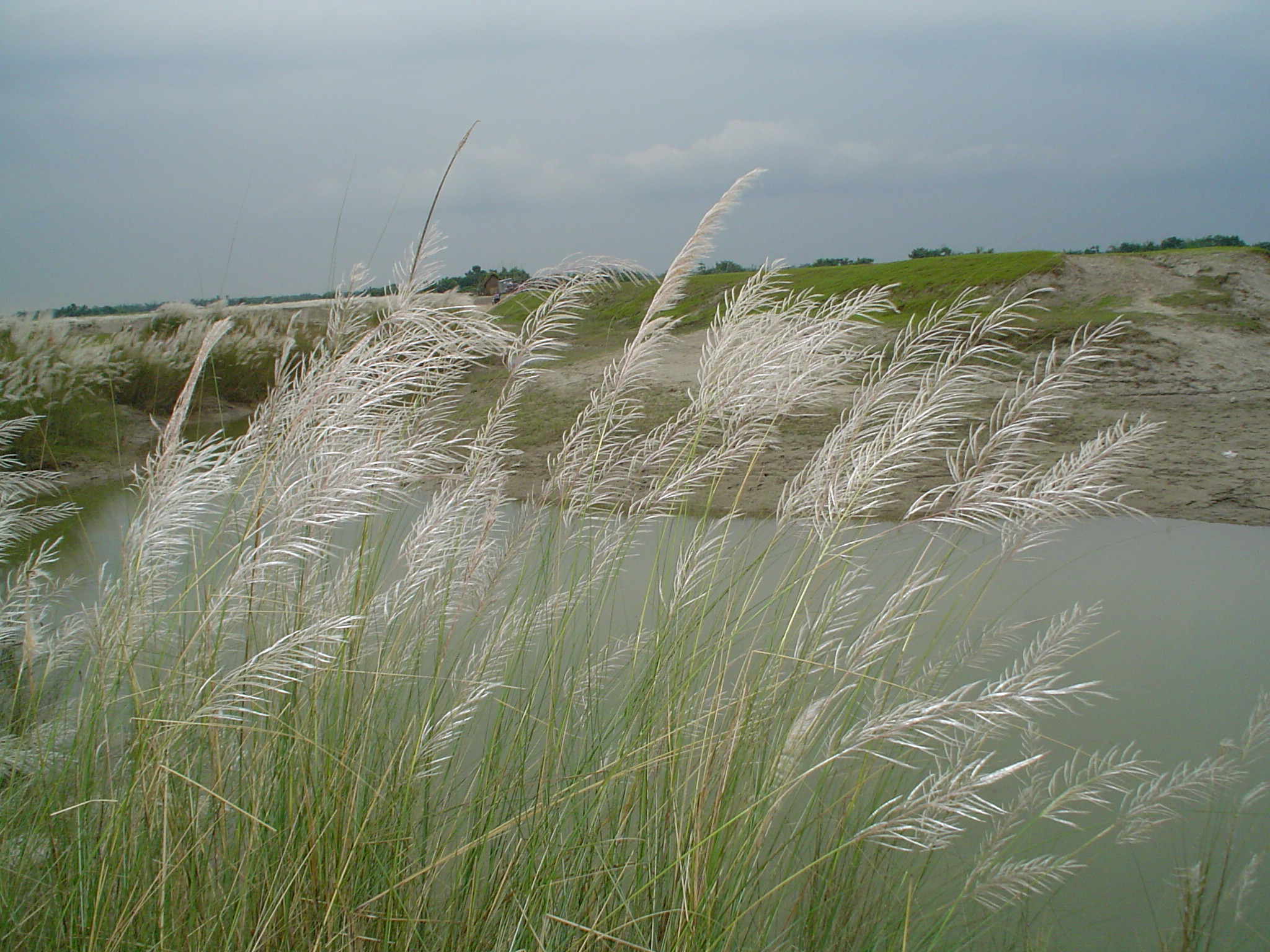
Вид на річку Дхарла в Куріграм.

Округ Куріграм поділений на дев'ять упазил (підрайонів):.
- Бхурунгамарі Упазіла: найпівнічніший підрайон, легко з'єднаний з двома іншими північними підрайонами. Межує з Індією.
- Чар Раджібпур Упазіла: острівний підрайон на півдні Куріграма. Доступний лише водним транспортом.
- Чілмарі Упазіла: підрайон, розташований на берегах центральних річок. Підрайон є важливим портом і економічним вузлом.
- Куріграм Садар Упазіла: центральний підрайон Куріграма на березі річки Дхарла. Вважається головним підрайоном Куріграма.
- Нагешварі Упазіла: північний підрайон і найбільший за розміром.
- Пхулбарі Упазіла: північний підрайон на кордоні з Індією та бенгальським районом Лалмонгірхат.
- Раджархат Упазіла: західний підрайон, який став бізнес-центром.
- Раомарі Упазіла: незалежний підрайон, який відіграв важливу роль у війні за незалежність Бангладешу.
- Уліпур Упазіла